# Палмер (фільм, 2021)
«Палмер» (англ. Palmer) — американський драматичний фільм, знятий Фішером Стівенсом за сценарієм Шерил Ґерріеро. В ролях: Джастін Тімберлейк, Райдер Аллен, Аліша Вейнрайт, Джун Сквібб і Джуно Темпл. Фільм вийшов 29 січня 2021.

## Сюжет
Фільм про Едді Палмера (Тімберлейк), колишню зірку студентського футболу, чия професійна кар'єра обірвалась після того, як він потрапив у в'язницю. Після звільнення він повертається у своє рідне місто, де його наздоганяють проблеми з минулого. Потім він зав'язує малоймовірну дружбу з хлопчиком, якого кинула його мати. Доглядаючи за ним, Едді також знайомиться і заводить стосунки з Меґґі Гейс (Вейнрайт), вчителькою.

## В ролях
- Джастін Тімберлейк — Едді Палмер
- Райдер Аллен — Сем Бурдет
- Аліша Вейнрайт — Меґґі Гейс
- Джун Сквібб — Вівіан Палмер
- Джуно Темпл — Шеллі Бурдет
- Джессі С. Бойд — Коулз, друг Палмера, поліцейський
- Дж. Д. Евермор — директор Форбс
- Ленс Е. Ніколс — Сібс, бос Едді
- Джей Флорсгайм — футбольний суддя

## Виробництво
У вересні 2019 року було оголошено, що Джастін Тімберлейк приєднався до акторського складу фільму, а Фішер Стівенс поставить фільм за сценарієм Шерил Ґерріеро. У жовтні 2019 року до акторського складу фільму приєдналася Аліша Вейнрайт. У листопаді 2019 року до акторського складу фільму приєднався Райдер Аллен.
Зйомки проходили в Новому Орлеані з 9 листопада по 13 грудня 2019 року.

## Реліз
У липні 2020 року Apple TV + придбала права на розповсюдження фільму. «Палмер» став другим фільмом за кількістю прем'єрних переглядів для платформи та третім за кількістю переглядів загалом. Він також сприяв збільшенню глядацької аудиторії на 33% у перший вікенд, що стало новим рекордом для Apple TV+ на 2021 рік.

## Оцінки критиків
За даними Rotten Tomatoes, 72% зі 114 критиків позитивно оцінили фільм, надавши йому середню оцінку 6,3 бала з 10. На платформі Metacritic фільм отримав середній бал 53 зі 100 на основі відгуків 21 кінокритика, що відповідає категорії «змішані або середні».